# Saison 2016 de l'équipe cycliste Wanty-Groupe Gobert
La saison 2016 de l'équipe cycliste Wanty-Groupe Gobert est la neuvième de cette équipe.

## Préparation de la saison 2016

### Arrivées et départs
| Arrivées         | Équipe 2015        |
| ---------------- | ------------------ |
| Gaëtan Bille     | Verandas Willems   |
| Dimitri Claeys   | Verandas Willems   |
| Thomas Degand    | IAM                |
| Kenny Dehaes     | Lotto-Soudal       |
| Antoine Demoitié | Wallonie-Bruxelles |
| Guillaume Martin | CC Étupes          |
| Mark McNally     | Madison Genesis    |
| Robin Stenuit    | Veranclassic-Ekoï  |
| Björn Thurau     | Bora-Argon 18      |

| Départs             | Équipe 2016                 |
| ------------------- | --------------------------- |
| Francis De Greef    | retraite                    |
| Tim De Troyer       | Verandas Willems            |
| Antoine Demoitié    | décès                       |
| Yannick Eijssen     | Crelan-Vastgoedservice      |
| Jan Ghyselinck      | Verandas Willems            |
| Björn Leukemans     | retraite                    |
| Fréderique Robert   | Crelan-Vastgoedservice      |
| Mirko Selvaggi      | Androni Giocattoli-Sidermec |
| James Vanlandschoot | ?                           |

## Coureurs et encadrement technique

### Effectif
| Cycliste           | Date de naissance | Nationalité | Équipe 2015           |  |
| ------------------ | ----------------- | ----------- | --------------------- |  |
| Simone Antonini    | 12 février 1991   | Italie      | Wanty-Groupe Gobert   |  |
| Frederik Backaert  | 13 mars 1990      | Belgique    | Wanty-Groupe Gobert   |  |
| Jérôme Baugnies    | 1er avril 1987    | Belgique    | Wanty-Groupe Gobert   |  |
| Gaëtan Bille       | 6 avril 1988      | Belgique    | Verandas Willems      |  |
| Dimitri Claeys     | 18 juin 1987      | Belgique    | Verandas Willems      |  |
| Thomas Degand      | 13 mai 1986       | Belgique    | IAM                   |  |
| Kenny Dehaes       | 10 novembre 1984  | Belgique    | Lotto-Soudal          |  |
| Antoine Demoitié   | 16 octobre 1990   | Belgique    | Wallonie-Bruxelles    |  |
| Tom Devriendt      | 29 octobre 1991   | Belgique    | Wanty-Groupe Gobert   |  |
| Boris Dron         | 17 mars 1988      | Belgique    | Wanty-Groupe Gobert   |  |
| Enrico Gasparotto  | 22 mars 1982      | Italie      | Wanty-Groupe Gobert   |  |
| Roy Jans           | 15 septembre 1990 | Belgique    | Wanty-Groupe Gobert   |  |
| Marco Marcato      | 11 février 1984   | Italie      | Wanty-Groupe Gobert   |  |
| Guillaume Martin   | 9 juin 1993       | France      | CC Étupes             |  |
| Mark McNally       | 20 juillet 1989   | Royaume-Uni | Madison Genesis       |  |
| Marco Minnaard     | 11 avril 1989     | Pays-Bas    | Wanty-Groupe Gobert   |  |
| Danilo Napolitano  | 31 janvier 1981   | Italie      | Wanty-Groupe Gobert   |  |
| Lander Seynaeve    | 29 mai 1992       | Belgique    | Wanty-Groupe Gobert   |  |
| Robin Stenuit      | 16 juin 1990      | Belgique    | Veranclassic-Ekoï     |  |
| Björn Thurau       | 23 juillet 1988   | Allemagne   | Bora-Argon 18         |  |
| Kévin Van Melsen   | 1er avril 1987    | Belgique    | Wanty-Groupe Gobert   |  |
| Frederik Veuchelen | 4 septembre 1978  | Belgique    | Wanty-Groupe Gobert   |  |
| Stagiaire          | Date de naissance | Nationalité | Équipe 2016           |  |
| Jenthe Biermans    | 30 octobre 1995   | Belgique    | SEG Racing Academy    |  |
| Xandro Meurisse    | 31 janvier 1992   | Belgique    | CrelanVastgoedservice |  |
| Miles Scotson      | 18 janvier 1994   | Australie   | Illuminate            |  |

Portraits
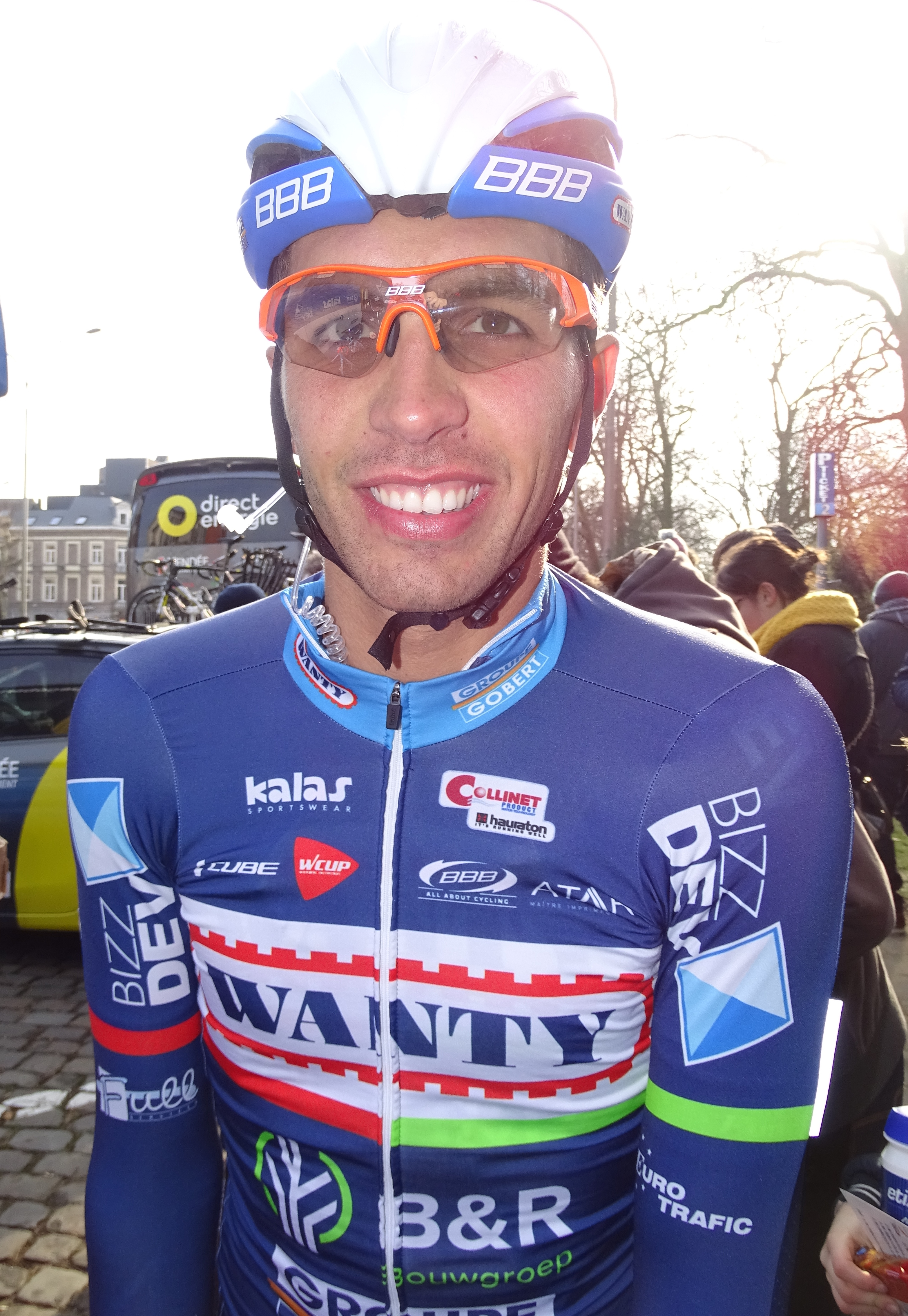
Simone Antonini.
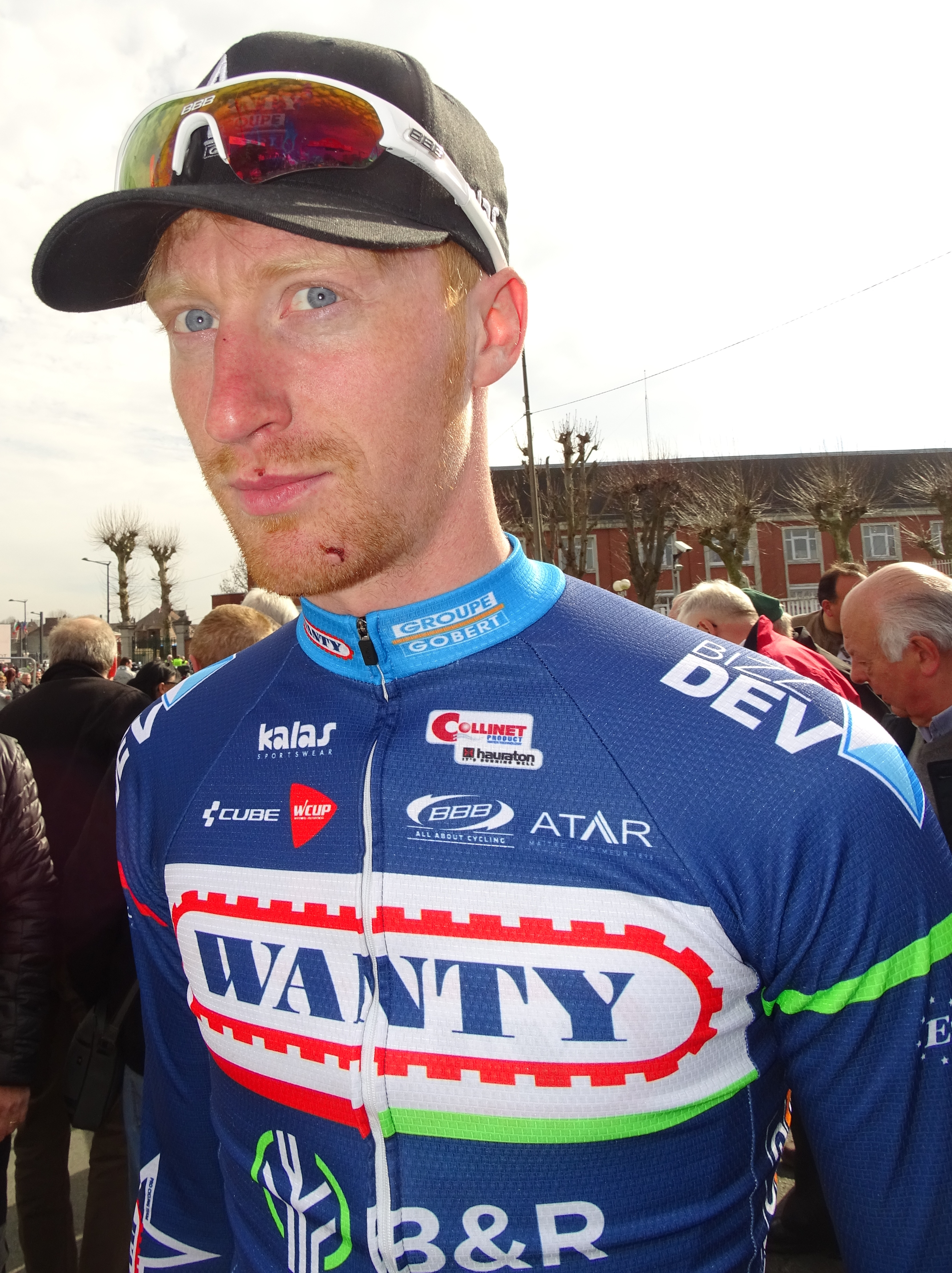
Frederik Backaert.
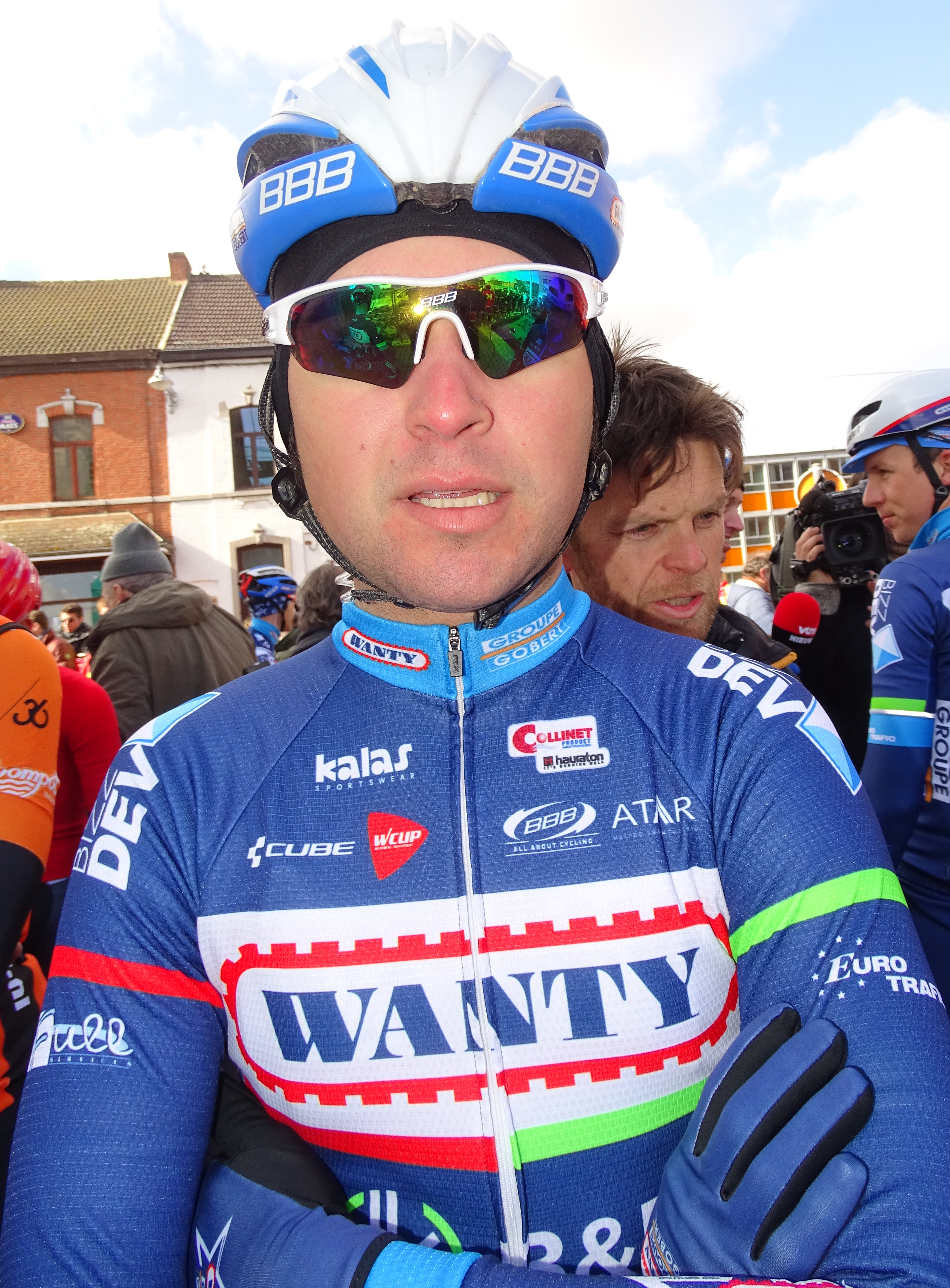
Jérôme Baugnies.
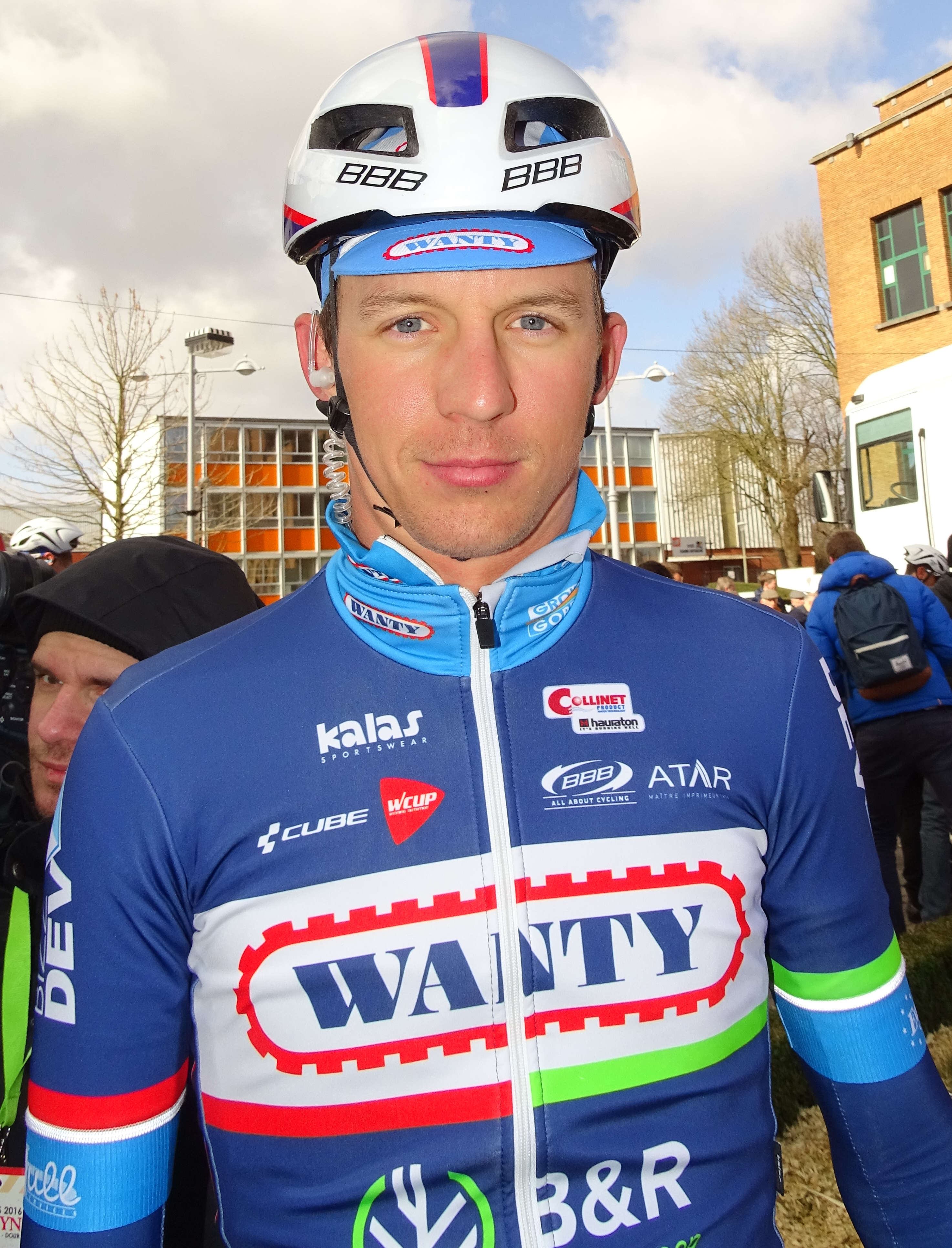
Dimitri Claeys.
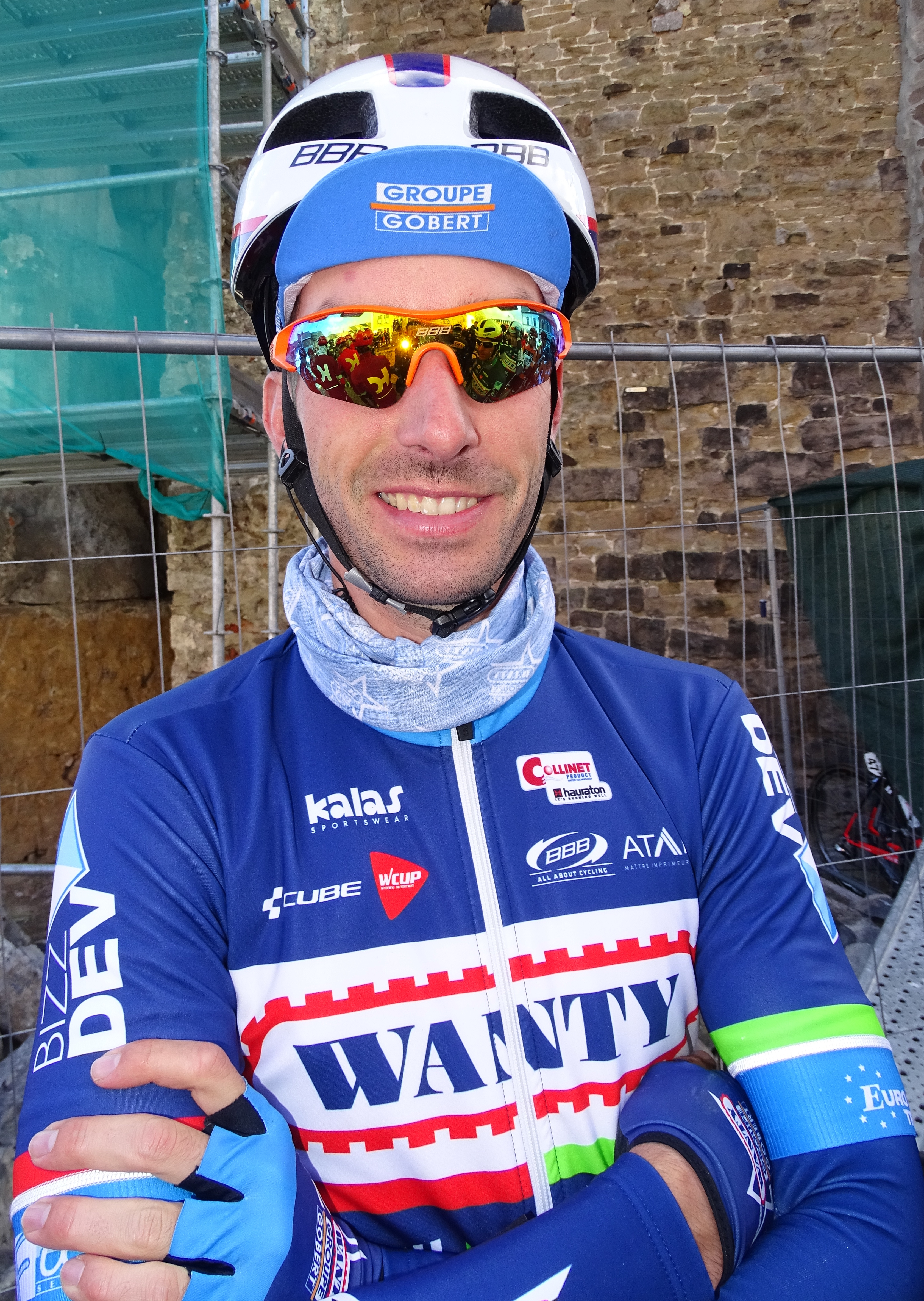
Kenny Dehaes.
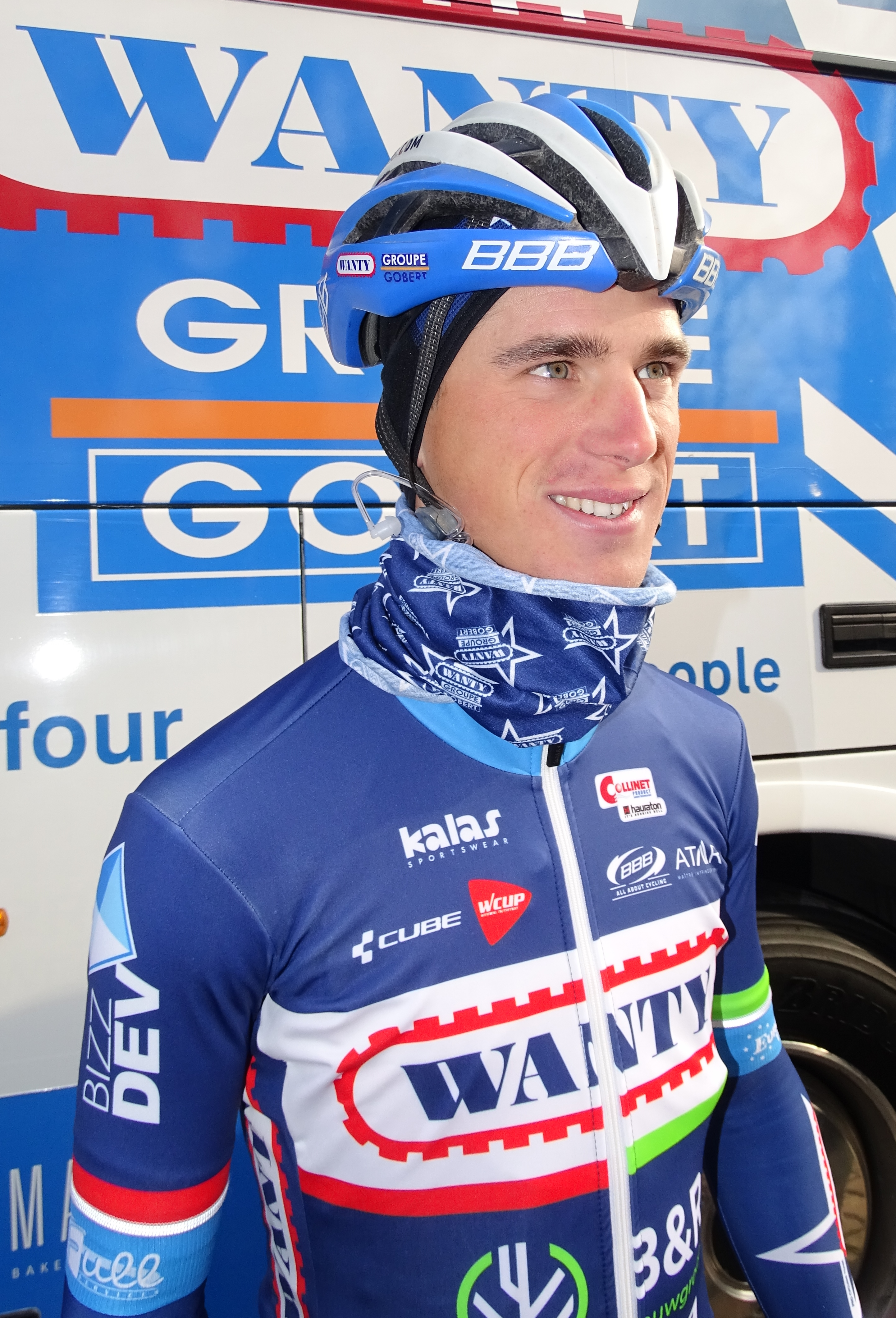
Tom Devriendt.
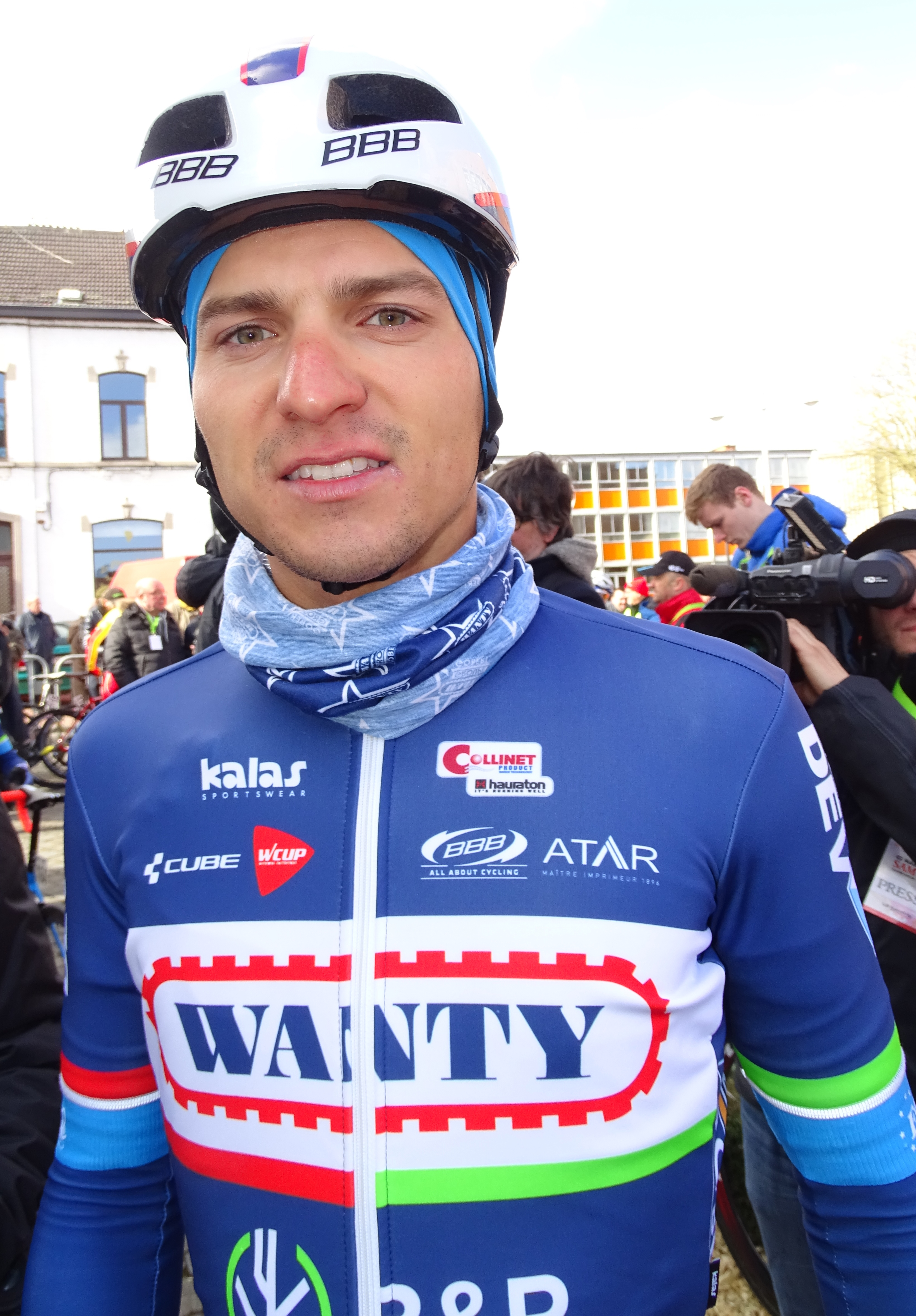
Roy Jans.
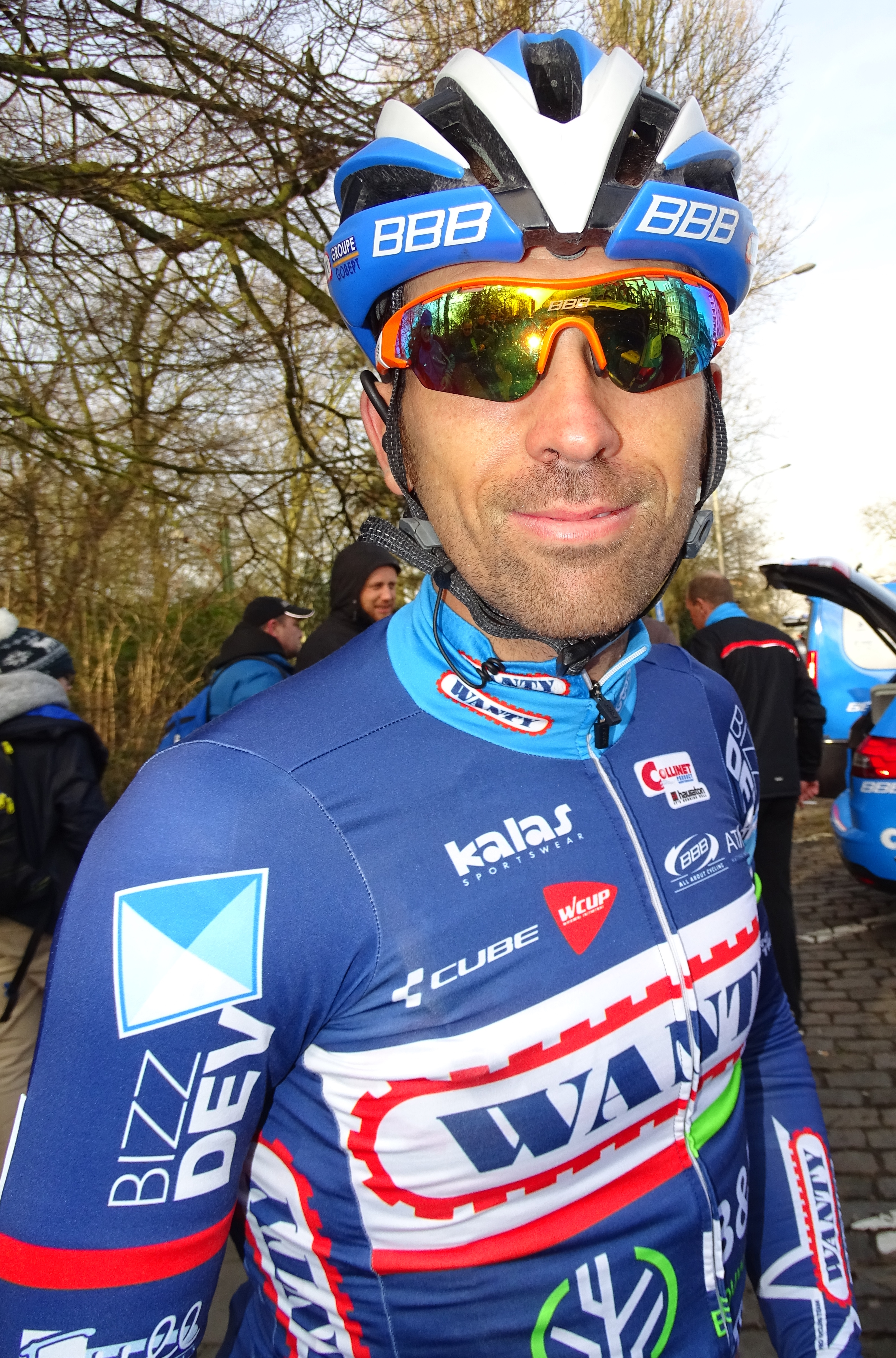
Marco Marcato.
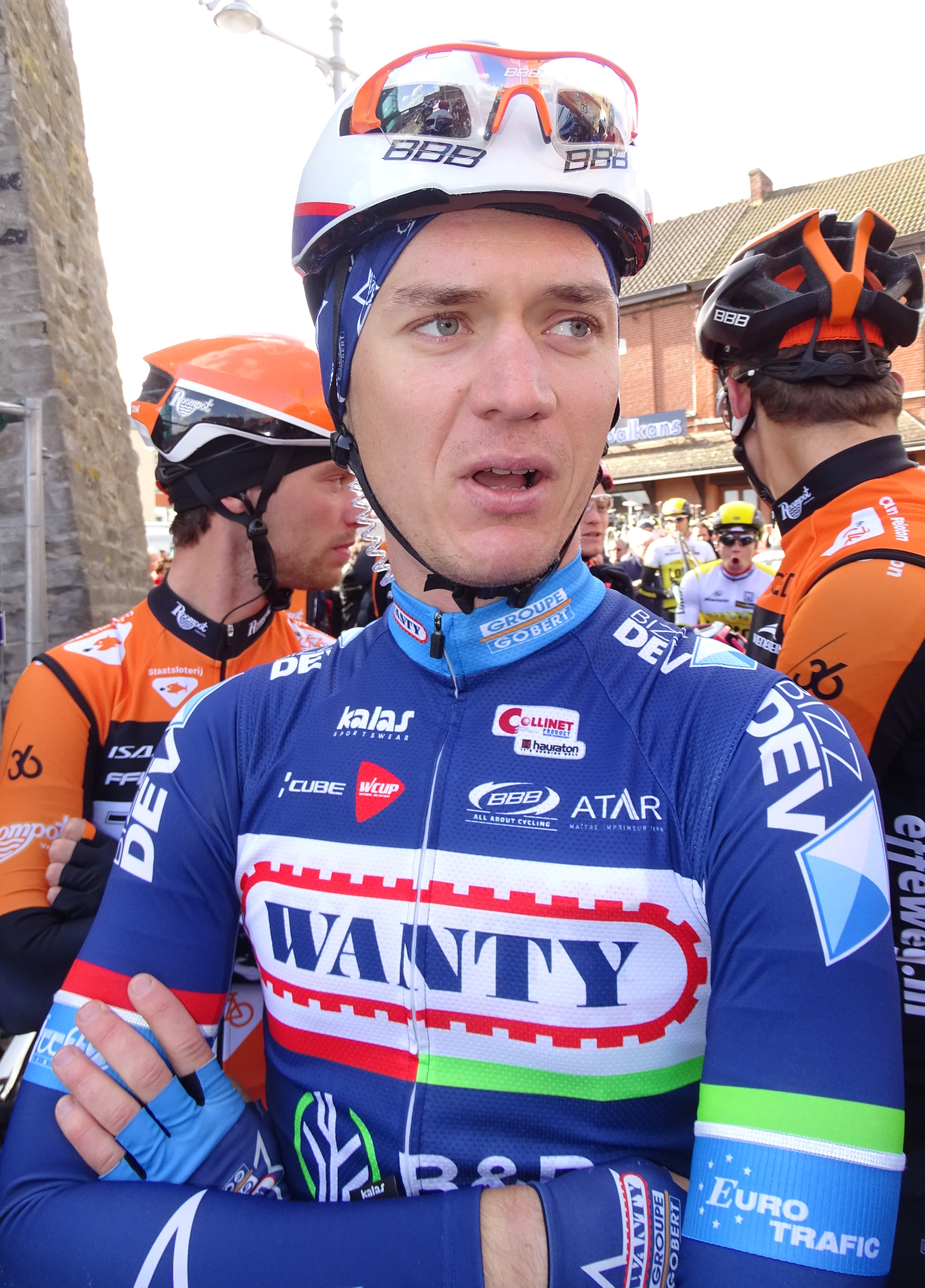
Mark McNally.
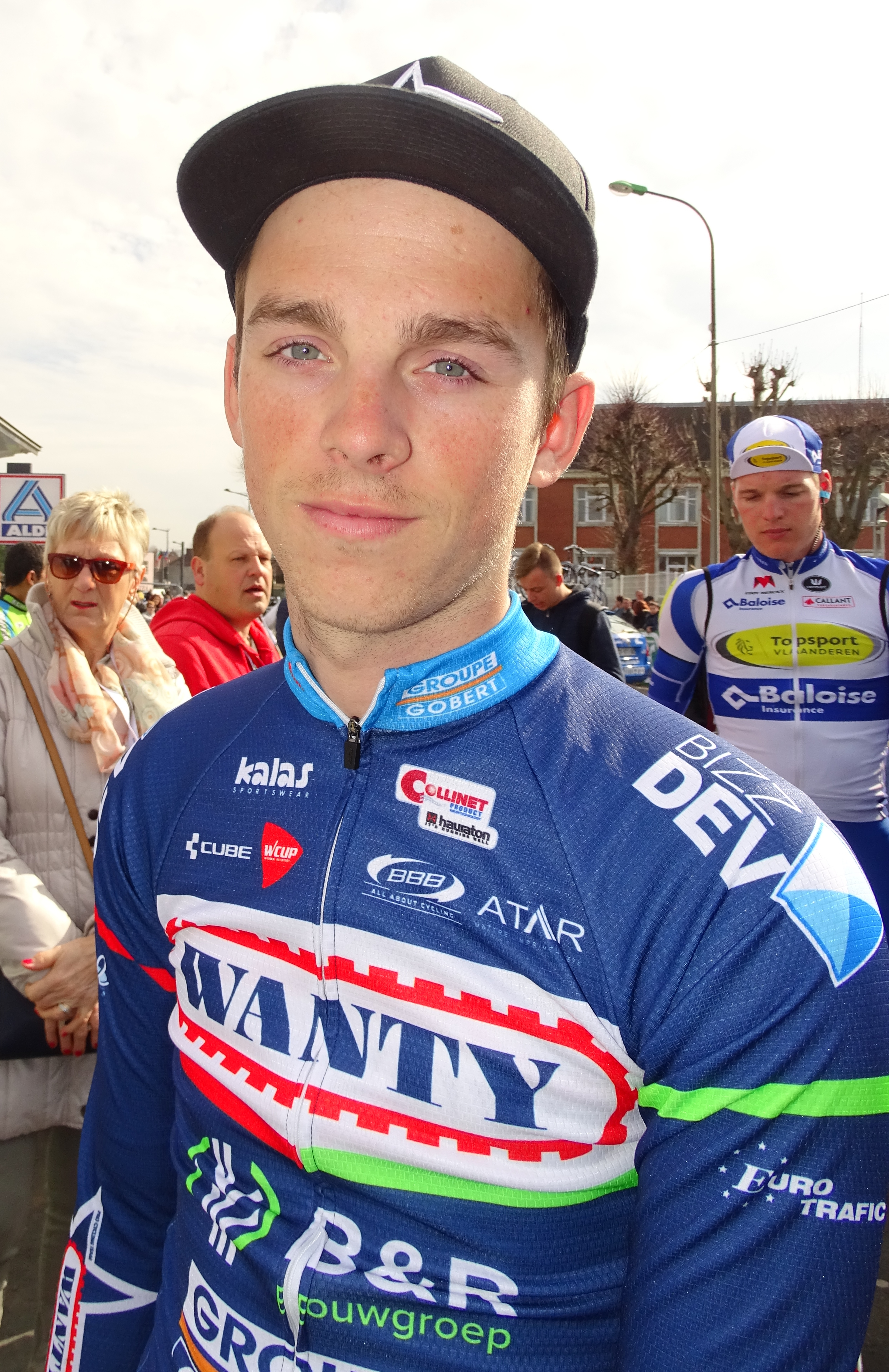
Lander Seynaeve.
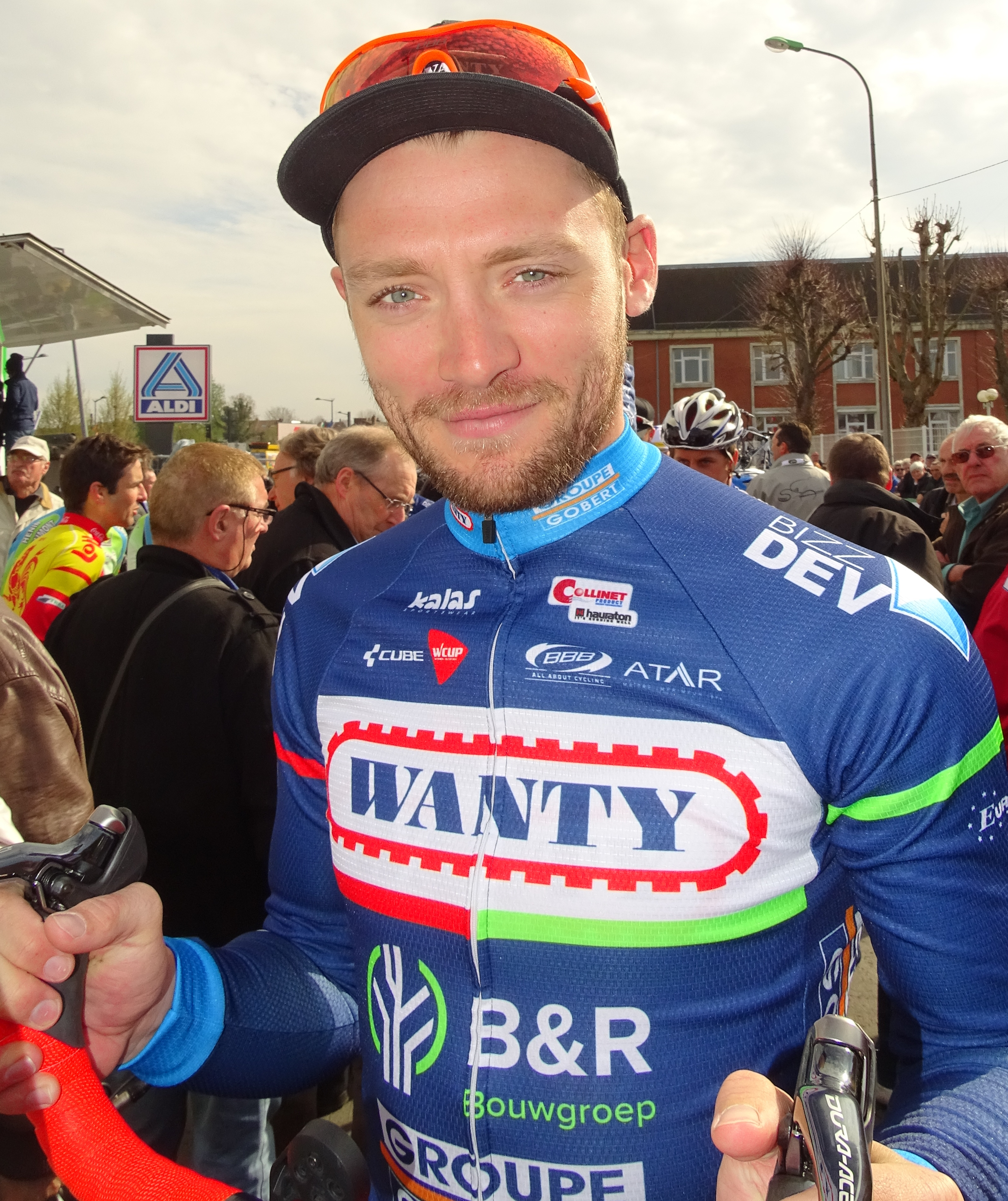
Robin Stenuit.
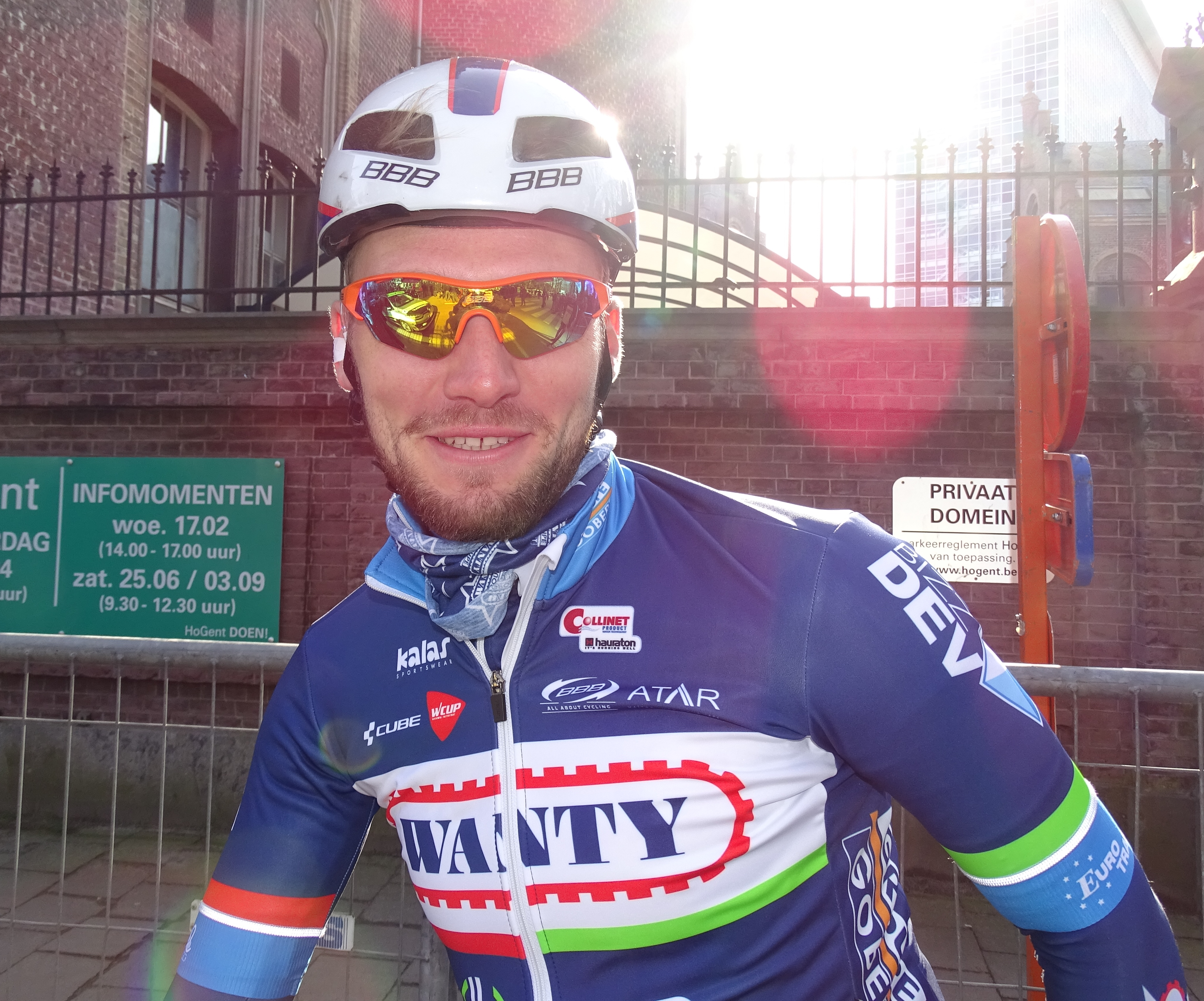
Kévin Van Melsen.

## Bilan de la saison

### Victoires
| Date       | Course                                       | Pays     | Classe | Vainqueur         |
| ---------- | -------------------------------------------- | -------- | ------ | ----------------- |
| 17/04/2016 | Amstel Gold Race                             | Pays-Bas | WT     | Enrico Gasparotto |
| 08/05/2016 | 5e étape des Quatre Jours de Dunkerque       | France   | 2.HC   | Kenny Dehaes      |
| 14/05/2016 | 3e étape du Rhône-Alpes Isère Tour           | France   | 2.2    | Jérôme Baugnies   |
| 15/05/2016 | 3e étape du Tour de Picardie                 | France   | 2.1    | Kenny Dehaes      |
| 12/06/2016 | Tour du Limbourg                             | Belgique | 1.1    | Kenny Dehaes      |
| 29/06/2016 | Internationale Wielertrofee Jong Maar Moedig | Belgique | 1.2    | Jérôme Baugnies   |
| 09/07/2016 | 7e étape du Tour d'Autriche                  | Autriche | 2.HC   | Frederik Backaert |
| 25/07/2016 | 3e étape du Tour de Wallonie                 | Belgique | 2.HC   | Dimitri Claeys    |
| 21/08/2016 | Grand Prix Jef Scherens                      | Belgique | 1.1    | Dimitri Claeys    |
| 24/08/2016 | Course des raisins                           | Belgique | 1.1    | Jérôme Baugnies   |
| 11/10/2016 | Prix national de clôture                     | Belgique | 1.1    | Roy Jans          |

### Résultats sur les courses majeures
Les tableaux suivants représentent les résultats de l'équipe dans les principales courses du calendrier international dans lesquelles l'équipe bénéficie d'une invitation (les cinq classiques majeures et les trois grands tours). Pour chaque épreuve est indiqué le meilleur coureur de l'équipe, son classement ainsi que les accessits glanés par Wanty-Groupe Gobert sur les courses de trois semaines.

#### Classiques
| Classique            | Milan-San Remo | Tour des Flandres   | Paris-Roubaix           | Liège-Bastogne-Liège    | Tour de Lombardie |
| -------------------- | -------------- | ------------------- | ----------------------- | ----------------------- | ----------------- |
| Coureur (classement) | Non invitée    | Dimitri Claeys (9e) | Frederik Backaert (22e) | Enrico Gasparotto (12e) |                   |

#### Grands tours
| Grand tour           | Tour d'Italie | Tour de France | Tour d'Espagne |
| -------------------- | ------------- | -------------- | -------------- |
| Coureur (classement) | Non invitée   | Non invitée    |                |
| Accessits            | -             | -              |                |